# Лубянка (Луганская область)
Лубянка (укр. Луб'янка) — село, относится к Белокуракинскому району Луганской области Украины.
Население по переписи 2001 года составляло 494 человека. Почтовый индекс — 92243. Телефонный код — 6462. Занимает площадь 2,417 км². Код КОАТУУ — 4420981503.

## Местный совет
92242, Луганська обл., Білокуракинський р-н, с. Олексіївка  (укр.)